# Johann Diedrich Rohde
Johann Diedrich Rohde (* 1. August 1842 in Anten bei Berge; † 10. Dezember 1908 in Cuxhaven) war ein deutscher Pädagoge und erster Direktor des Amandus-Abendroth-Gymnasiums in Cuxhaven.

## Biografie
Rohde besuchte die Volksschule in Berge und absolvierte eine Privatschule in Berge. Er war dann in der heimischen Landwirtschaft tätig.

Er studierte von 1860 bis 1863 am Lehrerseminar in Osnabrück. Danach war er als Lehrer an einer höheren Schule in Quakenbrück beschäftigt. 1865 wechselte er an die Realschule in Bremen - Vegesack, die 1869 ein Realgymnasium (Realschule II. Ordnung) wurde.

Daneben lernte er neuere Sprachen und er holte das Abitur nach. Er studierte klassische und moderne Sprachen an der Universität Göttingen und promovierte zum Dr. phil. Er war danach wieder als Pädagoge in Vegesack tätig. 1874 wirkte Rohde am Alten Gymnasium von Bremen.
1880 wurde Rhode Oberlehrer an der Gelehrtenschule des Johanneums in Hamburg. Ab 1888 war er  kommissarischer Leiter des Cuxhavener Schulwesens und 1891 übernahm er die Stelle als Direktor der  Staatlichen Höheren Bürgerschule mit Lateinabteilung an der Deichstraße. Nach der Fertigstellung des heutigen Amandus-Abendroth-Gymnasiums an der Abendrothstraße wurde er als Professor dessen erster Direktor.

Er hat als Heimatforscher mehrere heimatkundliche Beiträge geschrieben.
Rohde war verheiratet mit Gesine Rohde geb. Wenke (* 1853).
Ehrungen
- Die Rohdestraße in Cuxhaven wurde 1909 nach ihm benannt.

## Werke
- Geschichtliches über das Cuxhavener Schulwesen, Cuxhaven 1892
- Die Ortsnamen des Amtes Ritzebüttel, Cuxhaven 1894
- Über unsere Ortsnamen, in Jahresbericht der Männer vom Morgenstern, Heft 2, Bremerhaven 1899